# 鶴岡のお雛菓子
鶴岡のお雛菓子（つるおかのおひながし）は、山形県鶴岡市で作られている和菓子。

## 概要
鶴岡を含む庄内地方の和菓子は材料に「練り切り」（生菓子）を使用しており、これは和菓子としては類例が少ない。北前船でもたらされた京菓子の技術を基盤に、独自の発展を遂げたとされる。野菜や果物、魚などを色鮮やかにかたどり、鶴岡では雛祭りにこれを飾る家庭も多い。